# Sacramento Monarchs 1998
La stagione 1998 delle Sacramento Monarchs fu la 2ª nella WNBA per la franchigia.
Le Sacramento Monarchs arrivarono quarte nella Western Conference con un record di 8-22, non qualificandosi per i play-off.

## Roster
| N° | Naz.                   | Ruolo | Sportivo         | Anno | Alt. | Peso |
| -- | ---------------------- | ----- | ---------------- | ---- | ---- | ---- |
| 0  | Stati Uniti (bandiera) | C     | Quacy Barnes     | 1976 | 196  | 84   |
| 3  | Stati Uniti (bandiera) | G     | Nadine Domond    | 1973 | 170  | 67   |
| 3  | Stati Uniti (bandiera) | GA    | Rehema Stephens  | 1969 | 178  | 78   |
| 4  | Stati Uniti (bandiera) | C     | Tiffani Johnson  | 1975 | 193  | 111  |
| 6  | Stati Uniti (bandiera) | G     | Ruthie Bolton    | 1967 | 175  | 68   |
| 11 | Stati Uniti (bandiera) | A     | Pauline Jordan   | 1968 | 191  | 93   |
| 21 | Portogallo (bandiera)  | G     | Ticha Penicheiro | 1974 | 180  | 72   |
| 25 | Stati Uniti (bandiera) | G     | Franthea Price   | 1968 | 175  | 81   |
| 27 | Stati Uniti (bandiera) | G     | Lady Hardmon     | 1970 | 178  | 79   |
| 30 | Stati Uniti (bandiera) | A     | Bridgette Gordon | 1968 | 183  | 78   |
| 32 | Stati Uniti (bandiera) | A     | Adia Barnes      | 1977 | 180  | 75   |
| 42 | Stati Uniti (bandiera) | A     | Linda Burgess    | 1969 | 185  | 78   |
| 50 | Stati Uniti (bandiera) | A     | Tangela Smith    | 1977 | 193  | 73   |
| 51 | Stati Uniti (bandiera) | A     | Latasha Byears   | 1973 | 180  | 93   |

## Staff tecnico
Allenatore: Heidi VanDerveer

Vice-allenatore: Yvette Angel, Drew Peterson

Preparatore atletico: Jill Jackson